# Floridaceras
Floridaceras è un genere estinto di Rhinocerotidae vissuto nel Miocene, principalmente in Nord America, esistito per circa 4,3 milioni di anni. Appartenne al gruppo degli Aceratherine, e di dimensioni paragonabili all'attuale rinoceronte nero, uno dei più grandi esemplari di rinoceronte americano. Caratteristiche principali erano sia le sue lunghe gambe, che la mancanza di un corno.

## Tassonomia
il termine tassonomico del genere Floridaceras fu creato nel 1964 dal botanico Alphonso Wood. Venne assegnato dallo stesso Wood e dal Carrol nel 1988, alla famiglia dei Rhinocerotidae,  mentre l'assegnazione alla sottofamiglia degli Aceratheriinae avvenne nel 1998. Nello stesso anno venne definito anche l'eone geologico nel quale è vissuto, nel Proterozoico.

## Distribuzione fossile
La maggior parte dei reperti paleontologici proviene dal Nord America, in particolare dallo stato americano della Florida. La maggior parte di essi fu rinvenuta nella cava di Thomas Farm nella contea di Gilchrist. Queste scoperte includono circa 60 resti fossili del cranio e dello scheletro. Ora sono esposti al Museo di storia naturale della Florida. Un altro scheletro parziale venne scoperto nella contea di Dawes, nel Nebraska, mentre solo pochi reperti vennero ritrovati nell'Oregon. Con alcuni frammenti mascellari inferiori e resti di lunghe ossa, il genere rinoceronte viene anche rappresentato nella fauna locale di Culebra Cut a Panama. Tutti i reperti appartengono sia al Miocene inferiore che al Miocene medio.